# Komitas Vardapet

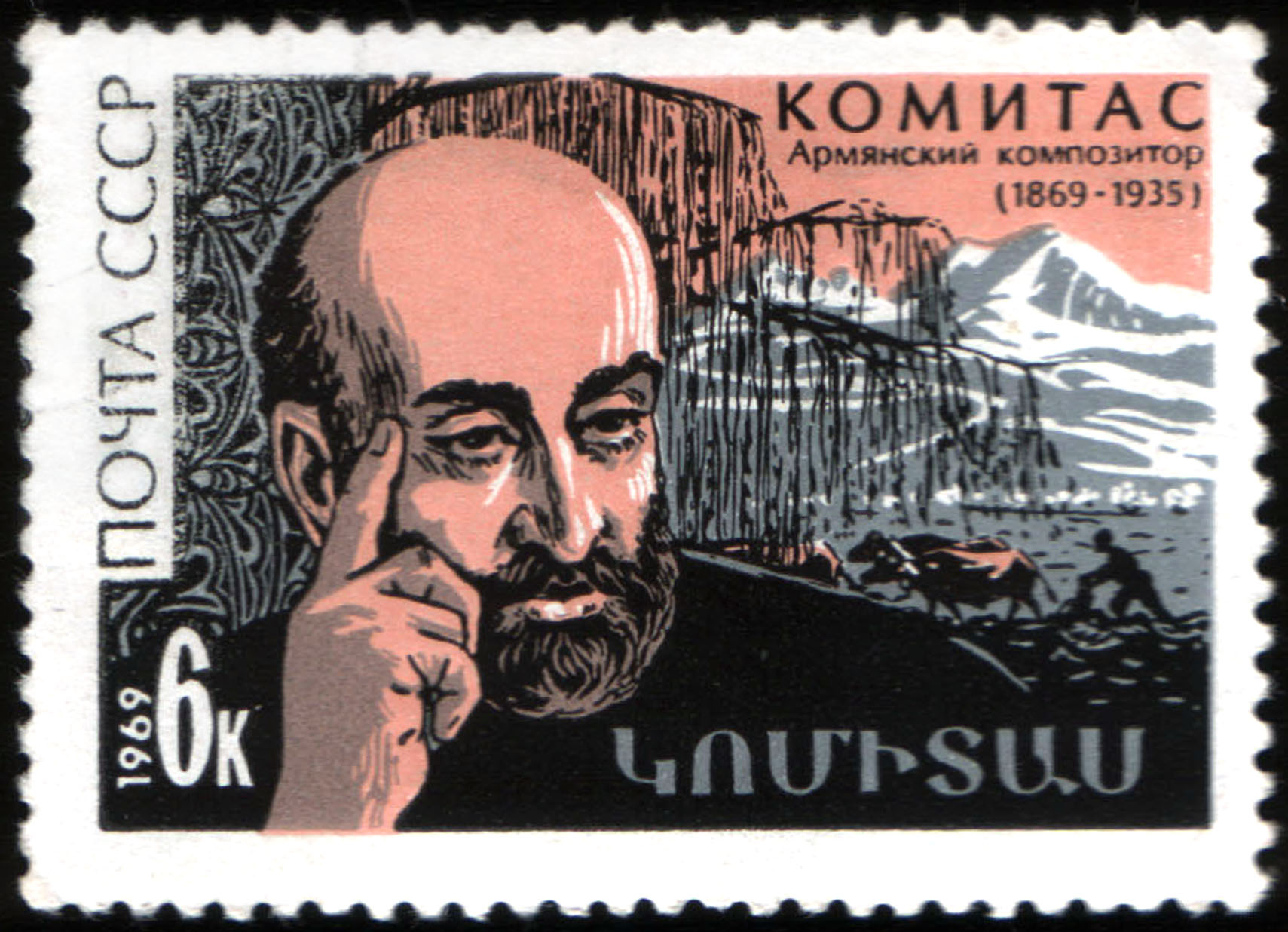
selo comemorativo

Soghomon Gevorki Soghomonyan - Komitas Vardapet (Kütahya, 1869 — Paris, 22 de outubro de 1935) foi um compositor arménio. O seu nome está entre os mártires do genocídio armênio.

## Biografia
Soghomon (Gevorki) Soghomonian ("Սողոմոն Գևորգի Սողոմոնյան" - "Կոմիտաս" em armênio) nasceu em 26 de setembro ou 8 de outubro de 1869 em Kütahya à época Império Otomano, numa família cujos membros estavam profundamente envolvidos com música. Ele foi padre, compositor, líder de coral, cantor, músico pedagogo,músico etnólogo e musicologista. Muitos o consideram o fundador da moderna música armênia clássica. Morreu em 22 de outubro de 1935, em Paris.